# Бади, пас кошаркаш
Бади, пас кошаркаш (енгл. Air Bud) је америчка породична комедија из 1997. године. Филм је доживо увелики успех са укупном зарадом од више од 23 милиона америчких долара.

## Радња
Главни лик у филму је дванаестогодишњи стидљиви дечак Џош Фрем. Након погибије његовох оца, сели се мајком и сестром у мали град у држави Вашингтон. Џош не успева да се уклопи у нову средину, не налази пријатеље и плаши се да се пријави са школску кошаркашку екипу. Убрзо упознаје златног ретривера по имени Бади, који је напуштен од кловна по имену Снивели. Спријатељује се са њим и примећује да је добар у кошарци. Јасмин, Џошова мајка увиђа колико се Џош везао за пса и дозвољава му да га задржи. Џош покушава да нађе место у кошаркашком тиму и доводи Бадија на тренинг, који у почетку омета игру. Тренер Бакер убрзо примећује Бадијев таленат и одлучује да постане део тима. Пас постаје популаран и то првилачи пажњу и бившем власнику, кловну Снивелију, који га жели назад и краде га од Џоша. Успевају да га врате и након сазнања да не постоји правило које спречава да пас буде део кошаркашког тима, уз његову помоћ освајају освајају шампионат. Снивели тужи Џошову породицу за отмицу пса, а судија одлучује да да избор псу. Кловн и Џош стоје са различитих страна и дозивају Бадија, који на крају одлази до Џоша.

## Наставци
Поред овог, снимљено још четири наставка о Бадију у којима демонстрира таленте и за неке друге спортове, као што су амерички фудбал, фудбал, бејзбол и одбојка на песку.
Снимљено је и четири незванична наставка филма, који говоре о више паса са способностима за спортове.